# سيجي نيموتو
سيجي نيموتو (باليابانية: 根本誠次) هو مصارع هاوي ياباني، ولد في 16 سبتمبر 1961.

## وصلات خارجية
- سيجي نيموتو على موقع قاعدة بيانات المصارعة الدولية (الإنجليزية)
- سيجي نيموتو على موقع أوليمبيديا (الإنجليزية)